# Lynchia mecorrhina
Lynchia mecorrhina är en tvåvingeart som beskrevs av Maa 1964. Lynchia mecorrhina ingår i släktet Lynchia och familjen lusflugor. Inga underarter finns listade i Catalogue of Life.